# João Duarte Dantas
João Duarte Dantas (Mamanguape, 12 de junho de 1888 — Recife, 6 de outubro de 1930) foi um  advogado e jornalista brasileiro.
Seu nome está ligado à História do Brasil, principalmente porque matou a tiros o então governador do estado da Paraíba, João Pessoa. João Pessoa era candidato a vice-presidente do Brasil na chapa encabeçada por Getúlio Vargas, contra o grupo paulista de Júlio Prestes. A morte é considerada o estopim da Revolução de 1930, quando Getúlio ascendeu ao poder, após um levante popular contra uma  fraude nas eleições. Os disparos que vitimaram João Pessoa não tinham motivos ligados a política nacional, e sim, em sua maior parte por motivação política local que passou para o nível pessoal, uma vez que João Pessoa, como chefe da Polícia ordenou a invasão do escritório de João Dantas, publicando suas cartas íntimas. Dantas era ligado a proprietários de terras da Paraíba que foram prejudicados pela cobrança de impostos estabelecida por Pessoa.

## Assassinato de João Pessoa
João Dantas era adversário político de João Pessoa e aliado de José Pereira Lima, chefe político do município de Princesa Isabel, o qual liderava uma intensa oposição às medidas governistas contra os interesses comerciais do grupo sertanejo. José Pereira recebia apoio dos irmãos Pessoa de Queirós, de Pernambuco, primos de João Pessoa e proprietários do Jornal do Commercio.
O embate político travado entre Dantas e Pessoa, através da imprensa, inclusive com ataques ao pai de Dantas, Franklin Dantas, e outros familiares, acendeu o ódio mútuo. Nesse contexto, a Polícia da Paraíba, sob o Governo de João Pessoa, invadiu escritório de Dantas, à Rua Duque de Caxias, e, além de outras coisas, apoderou-se de cartas íntimas entre ele e a professora Anaíde Beiriz. Anaíde foi apontada como o estopim da revolução de 30, pela tragédia do assassinato de João Pessoa por João Duarte Dantas, com quem ela mantinha relacionamento amoroso.
O jornal estatal A União fazia suspense diariamente, ao comentar sobre documentos imorais que haviam sido encontrados no escritório de João Dantas. Acrescentava que os interessados poderiam ter acesso ao material, na sede da Polícia. À época, em decorrência de uma reforma no Palácio do Governo, o mandatário do Estado, João Pessoa, despachava em prédio defronte à sede de A União. Segundo o livro Órfãos da Revolução, de Domingos Meirelles, os mais íntimos do presidente paraibano sabiam que nada era publicado no jornal oficial, sem sua aquiescência. A correspondência veio a público, dias depois da invasão.
A intriga fez que amigos de João Dantas o convencessem a se mudar para Olinda. Por ocasião de uma visita do presidente João Pessoa ao Recife, amplamente noticiada, com o objetivo de receber uma homenagem, João Dantas foi à Confeitaria Glória, na Rua Nova, onde disparou contra Pessoa. Dantas atirou duas vezes no presidente paraibano ferindo-o mortalmente. Fato este que foi usado pelos revolucionários sulistas a emplacarem a revolução iminente contra o presidente Washington Luis, que culminou levando ao poder Getúlio Vargas.
Dantas foi detido com seu cunhado Augusto Caldas, que era inocente, na Casa de Detenção do Recife, onde foram chacinados por oito homens que participavam da revolução em 6 de outubro de 1930, no início da Revolução de 1930. A versão oficial indicou suicídio. Esta versão é desacreditada pelo  registro fotográfico de Louis Piereck. Também Anaíde Beiriz morreria dias depois, no Recife, por envenenamento, aos 25 anos, provavelmente por iniciativa própria. Outras mortes se seguiram ao episódio, como a do então deputado federal, ex-presidente do estado, João Suassuna, pai do escritor Ariano Suassuna, que foi assassinado, no Rio de Janeiro, por Miguel Laves de Sousa.
A história já inspirou filmes, livros e peças teatrais. Até hoje, desperta muita polêmica quanto aos detalhes e interesses subjacentes às ações de ambas as partes.